# Bucklin (Missouri)
Bucklin is een plaats (city) in de Amerikaanse staat Missouri, en valt bestuurlijk gezien onder Linn County.

## Demografie
Bij de volkstelling in 2000 werd het aantal inwoners vastgesteld op 524.
In 2006 is het aantal inwoners door het United States Census Bureau geschat op 486, een daling van 38 (-7,3%).

## Geografie
Volgens het United States Census Bureau beslaat de plaats een oppervlakte van
3,1 km², geheel bestaande uit land. Bucklin ligt op ongeveer 274 m boven zeeniveau.

## Plaatsen in de nabije omgeving
De onderstaande figuur toont nabijgelegen plaatsen in een straal van 24 km rond Bucklin.